# Nikolaisaal
Der Nikolaisaal ist ein Konzert- und Veranstaltungshaus in der Innenstadt der brandenburgischen Landeshauptstadt Potsdam, Wilhelm-Staab-Straße 10/11. Im Vorderhaus befindet sich ein Café-Betrieb.

## Vorgeschichte
Das heutige Gebäude ist das dritte Bauwerk an dieser Stelle. Im 18. Jahrhundert hatte sich der Manufakturbesitzer Glogger auf dem Grundstück Kleine Jägerstraße Ecke am Stadtkanal ein erstes Wohnhaus errichten lassen. Nach Gloggers Tod schenkte Friedrich II. die Immobilie dem Schuhmachermeister Joachim Friedrich Spring. Für ihn errichtete der Architekt Georg Christian Unger direkt an der Straße ein neues repräsentatives Wohnhaus im Barock-Stil. In der Folge gab es stets neue finanzstarke Nutzer, darunter einen Tabakwarenhändler, der hofseitig Fabrikanlagen hinzu bauen ließ.

## Neubau als evangelisches Gemeindezentrum
Die evangelische Nikolaigemeinde kaufte im Jahr 1904 das Grundstück, um sich im Hof einen Gemeindesaal bauen zu lassen. Die Baupläne lieferte der  Architekt Richard Herzner. Nachdem die vorherigen Fabrikgebäude abgetragen waren, konnte der Neubau beginnen, der 1909 mit der feierlichen Einweihung in Anwesenheit der Kaiserin Auguste Viktoria von Preußen und hoher kirchlicher Würdenträger abgeschlossen war. Der Gemeindesaal erhielt nach dem Namen der Kirchengemeinde die Bezeichnung Nikolaisaal. Im damaligen Zeitgeist war er mit dicken Vorhängen ausgestattet und wurde von einem Tonnengewölbe abgeschlossen.
Nach dem enormen Bevölkerungszuwachs in Potsdam wurde der Saal für die vielen zugezogenen Gemeindeglieder bald zu klein. So beschaffte die Kirchengemeinde Geld für Um- und Erweiterungsbauten. Die Planungen übertrug man dem Architekten Hanns Dustmann, der auch den Umbau leitete. Das veränderte Gebäude bezog wesentliche Elemente des Vorgängerbaus mit ein, war aber fast doppelt so lang und erhielt eine Apsis, in der eine Orgel von Alexander Schuke Platz fand. Das Tonnengewölbe wurde durch eine flache Decke mit zehn großen Oberlichtern ersetzt. Am 16. September 1934 fand die Einweihung des rekonstruierten Nikolaisaals statt.

## Zerstörung und Wiederaufbau
Luftangriffe im Zweiten Weltkrieg führten am 14. April 1945 zu schweren Schäden  am Gebäude. Bald nach Kriegsende konnten mit Unterstützung und im Interesse der Rundfunksendeanstalt Potsdam erste Reparaturen durchgeführt werden. 1946 war der Saal wieder benutzbar und wurde  mit einem Gottesdienst neu eingeweiht. Die Rundfunkanstalt nutzte den Gemeindesaal außerhalb der Gottesdienstzeiten als Großen Sendesaal, weil er eine hervorragende Akustik besaß. Er war bis zirka 1958 eine wichtige Konzertstätte in Potsdams Innenstadt, die insgesamt vom Krieg schwer zerstört worden war. In der Chronik des Hauses sind Auftritte von bekannten Solisten wie Dietrich Fischer-Dieskau, Elly Ney oder Wilhelm Kempff ebenso festgehalten wie Gastauftritte großer Musikervereinigungen wie 1949 das Berliner Philharmonische Orchester, dirigiert von Wilhelm Furtwängler. Außerdem diente der Saal als Probestätte für Potsdamer Sängervereinigungen (Madrigalkreis Potsdam, Potsdamer Männerchor). Die Kirchengemeinde und die Sendeanstalt sorgten schließlich dafür, dass der Nikolaisaal 1952 eine neue Schuke-Orgel erhielt. 
Der Wiederaufbau weiterer Kulturstätten in Potsdam und in Berlin führte ab Ende der 1950er Jahre zu einem massiven Nutzungsrückgang. 1958 gab es hier keine Konzerte oder Auftritte anderer Künstler mehr, der Saal verfiel in ein Mauerblümchendasein und diente nur noch der Kirchengemeinde. Die Stadt nutzte etliche Flächen als Lager und Werkstatträume. Das Gebäude verfiel mehr und mehr. Als schließlich 1981 auch die Nikolaikirche mit den dortigen Gemeinderäumen wieder eingeweiht worden war, verlor der Nikolaisaal seine kirchliche Funktion. Alle Gebäude samt Grundstück wurden 1984 der Stadt Potsdam übertragen. Die blieb aber untätig, weil weder ein Nutzungskonzept noch Geld vorhanden waren.

## Der Nikolaisaal wird städtische Kultureinrichtung
Nach der deutschen Wiedervereinigung trug eine großzügige finanzielle Spende aus der Partnerstadt Bonn dazu bei, dass das Gebäude baulich gesichert werden konnte. 1993, zur 1000-Jahr-Feier Potsdams fanden bereits Konzerte auf der Baustelle statt. Weitere Fördertöpfe konnten erschlossen werden, um den historischen Saal als modernes Konzert- und Veranstaltungshaus umbauen zu lassen. Der französische Architekt Rudy Ricciotti legte überzeugende Pläne vor, wie unter Erhalt der originalen Fassade das Innere den Erfordernissen der kulturellen Nutzung angepasst beziehungsweise neu gestaltet werden kann. Rund 20 Millionen Euro wurden verbaut. 
Am 27. August des Jahres 2000 fand die feierliche Wiedereröffnung des Nikolaisaals statt. Der Stilmix aus erhaltenen Originalbauteilen und das zurückhaltende aber sehr moderne Interieur wird als gelungene Synthese betrachtet.
Seit seiner neuen Nutzung als Kulturstätte finden regelmäßig Veranstaltungen wie Konzerte, Lesungen, Kabarettauftritte oder Diskussionsabende statt – eine breite Auswahl für Kulturinteressenten aller Altersklassen. 
Zusätzlich zu der regelmäßigen kulturellen Nutzung kann der Nikolaisaal auch für private oder gewerbliche Veranstaltungen gemietet werden.
Die Orgel wurde bei den Umbauarbeiten offenbar ausgebaut, denn sie ist weder hinter der Bühne zu sehen noch fand jemals ein Konzert mit Orgel im 21. Jahrhundert hier statt.

## Architektur
Das Vorderhaus erhielt, nach Wiederaufbau der Kriegszerstörungen, weitestgehend sein barockes Aussehen zurück. 
Der Nikolaisaal im Hofbereich besteht aus einem Rest des Kirchenschiffes mit einem separaten Eingangsbereich auf der Ostseite, der auch für den Kartenverkauf genutzt wird. Man betritt das Gebäude durch das frühere Kirchenportal, zu dem eine vierstufige Freitreppe hinauf führt. Daran schließt sich das mit Säulen umgebene Foyer an, in die die Besuchergarderobe sowie eine Kleingastronomie für die Pausenbetreuung integriert sind. Die Wände sind vollflächig mit dunklen Holzpaneelen verkleidet. Das Foyer wird wie der Große Saal als Konzert- und Veranstaltungsstätte genutzt.
Der Zuschauerraum bietet Platz für 685 Besucher und ist so angelegt, dass großzügige Sitzreihenabstände eingehalten sind und die abgeschrägte Anlage von fast jedem Platz aus gute Sicht bietet. Etwa ein Drittel der Sitzplätze befindet sich auf dem Rang. Bemerkenswert sind die wellenförmige Decke und die sanft geschwungenen, ausgebuchteten Wände des Konzertsaals. Für eine brillante Akustik sorgen aus Gips geformte Klangdiffusoren. Der Architekt Rudy Riciotti bezeichnet seine Umbauarbeiten selbst als einen „Ausdruck der Freiheit in einer Stadt mit freiheitlichen Traditionen“.
Die zehn Oberlichter in der Decke des Saals sind erhalten. Direkt auf dem flachen Dach des Gebäudes fand die Technik für Klimaanlagen und die Belüftung ihren Platz.
Die Außenabmessungen des Nikolaisaals betragen in der Hauptachse West-Ost etwa 64 Meter, in der Breite rund 24 Meter. Der Zuschauerraum besitzt einen leicht konischen Grundriss von 8 Meter bis 17,5 Meter aufgeweitet, dabei rund 35 Meter lang. Die westlich anschließende Bühne nimmt eine Fläche von 112 Quadratmeter in Anspruch.
Über und neben dem Veranstaltungssaal entstanden direkt unter dem Dach ein Probenraum und ein Studiosaal, die zur Südseite an der Yorckstraße liegen. Diese Räumlichkeiten erhalten mittels einer zweireihigen zusammenhängenden Fensterfläche volles Tageslicht. Die darunter befindlichen Stimmzimmer und Künstlergarderoben verbergen sich hinter einer Fassade in moderner Formensprache. Sie fällt durch fast weiße Fassadenelemente aus Kunststeinplatten und schmale hohe Fenster mit unterschiedlich gewinkelten Fensterbänken aus dem Rahmen des Üblichen. Die Gestaltung und Anordnung stellt gewollte Assoziationen zu Musikinstrumenten her, ebenso wie manches Detail im Inneren.